# Tribalus marseuli
Tribalus marseuli är en skalbaggsart som beskrevs av Yves Gomy 1985. Tribalus marseuli ingår i släktet Tribalus och familjen stumpbaggar. Inga underarter finns listade i Catalogue of Life.